# Puèg-eric
Puèg-eric (en francès Puichéric) és un municipi de França de la regió d'Occitània, al departament de l'Aude